# Kákai-Szarvasi repülőtér
A Kákahalmi repülőtér Szarvastól délkeletre helyezkedik el a Kákai főmajor területén, a Laktárius Kft. szarvasmarhatelepének szomszédságában. Megközelítése a Szarvas-Szentesi összekötő útról történik. Kisebb repülőgépek leszállására és felszállására alkalmas.
A repülőtér mai formája az 1960-as években alakult ki, és a MÉM repülőgépes szakszolgálat is használta. 2005 óta a helyiek szervezésében minden évben megrendezik a Repülőbarátok találkozóját. A főszervezésben segédkezik többek közt Szabó László, aki még az első generációs magyar vadászpilóták kötelékébe tartozott.
A repülőtér rendjébe tartozik, hogy a hajózó személyzet(ek) az utasrepültetést kereskedelmi célzattal, kizárólag CPL-IR hivatásos szakszolgálati engedély birtokában teheti(k) meg.